# Bizzey
Leendert (Leo) Roelandschap (Amersfoort, 11 mei 1985), beter bekend onder zijn artiestennaam Bizzey, is een Nederlands hiphopartiest en dj.

## Levensloop
Roelandschap groeide op in Leusden en Amersfoort. Zijn vader had een platenzaak in Amersfoort die Radio Roelandschap heette. Hierdoor ontwikkelde Roelandschap al op jonge leeftijd zijn liefde voor muziek. Zijn eerste rap schreef Roelandschap op 15-jarige leeftijd voor een Engelse vakantieliefde.

### Yellow Claw
Medio 2010 startte Roelandschap samen met zijn vrienden Jim Aasgier (Jim Taihuttu) en Nizzle (Nils Rondhuis) de rapgroep Yellow Claw. De drie begonnen onder deze naam met een thema-avond op donderdag in de Amsterdamse discotheek Jimmy Woo en maakten remixen voor meerdere artiesten. Met deze rapgroep scoorden ze meerdere hits in de Nederlandse Top 40 en de Single Top 100 met onder andere de singles Krokobil, Nooit meer slapen en Shotgun.
In 2016 maakte Roelandschap bekend dat hij na zes jaar de groep Yellow Claw ging verlaten om meer tijd door te brengen met zijn familie en vrienden, daarnaast wilde hij zich meer gaan focussen op zijn solocarrière.

### Solocarrière
Nadat Roelandschap in 2016 uit de rapgroep Yellow Claw stapte ging hij zich meer richten op zijn solocarrière en samenwerkingen met andere rappers. In 2017 scoorde Roelandschap meerdere hits in de Single Top 100 met verschillende samenwerkingen met onder andere Adje, Yung Felix, Frenna en The Party Squad. Een van de bekendere nummers die hij in 2017 uit bracht was Traag met rappers Jozo en Kraantje Pappie, deze single stond maar liefst 46 weken in de Single Top 100. De single was tevens een succes in Turkije en de videoclip is per maart 2020 261 miljoen keer bekeken. Tevens wonnen ze via SLAM! de prijs beste track voor de single Traag.
Vanaf halverwege 2017 tot circa oktober 2018 verzorgde Roelandschap samen met JayJay Boske en Pearl het management van rapper Famke Louise, aan het einde van haar gelijknamige documentaire maakte Famke Louise bekend dat ze met de samenwerking ging stoppen omdat ze dit zelf wilde gaan regelen.
In januari 2018 keerde Roelandschap terug met de single Ja!. Deze maakte hij in samenwerking met Kraantje Pappie, Chivv en Yung Felix en behaalde de eerste plaats in de Single Top 100 en op plaats vijf in de Nederlandse Top 40. Niet veel later, aan het einde van februari 2018, bracht Roelandschap zijn eerste album uit onder de naam November. Hier stonden wederom verschillende samenwerkingen op met rappers zoals Josylvio, Jonna Fraser en Mr. Polska. Dit album wist diezelfde week de nummer één positie te behalen in de Album Top 100 en de 67e plek in de Vlaamse Utratop 200 Albums. Hierna bracht Roelandschap nog verschillende nummers uit.
Op 30 maart 2018 bracht Roelandschap in samenwerking met Hardwell, Lil' Kleine en Chivv de single Ze willen mee uit. In juni 2018 was Roelandschap als gastartiest op The Flying Dutch. Diezelfde maand bracht hij in samenwerking met Boef de single Drama uit, deze behaalde de nummer één positie in de Single Top 100. Op 12 juli 2018 bracht Roelandschap in samenwerking met Idaly, Ronnie Flex en Famke Louise een remix uit van het nummer Wine Slow die Idaly eerder dit jaar al had uitgebracht. In het najaar van 2018 was Roelandschap deelnemer aan het programma Het Jachtseizoen van StukTV.
In juni 2019 won Roelandschap de FunX Music Award in de categorie Artist of the year - male. Op 6 december 2019 verscheen de driedelige docuserie Bizzey in op Videoland.
In 2020 deed Roelandschap weer mee aan een programma van StukTV genaamd Roadtrippers. Roelandschap kwam in het najaar van 2020 kort in opspraak na zich op Instagram uitgesproken te hebben tegen de coronamaatregelen onder de hashtag "Ik doe niet meer mee". Later kwam hij terug op deze uitspraak door het bericht te verwijderen.
In 2022 is Roelandschap een van de deelnemers in het Videoland-programma Celebrity Apprentice. In november 2022 was Roelandschap gastartiest tijdens de concerten van De Toppers in de Johan Cruijff ArenA. In het voorjaar van 2024 was hij te zien in het Videoland-programma Special Forces VIPS. In datzelfde jaar deed hij samen met JayJay Boske mee aan het Videoland-programma Het Jachtseizoen: Most Wanted.

## Prijs
- 2021: The Best Social Award in de categorie Beste Artiest[20]